# 飯縄寺
飯縄寺（いづなじ）は、千葉県いすみ市にある天台宗の寺院。

## 歴史
808年（大同3年）、慈覚大師円仁によって開山された。
当寺の本堂は、千葉県の有形文化財に指定されており、その欄間には、牛若丸（後の源義経）と大天狗の彫刻がある。これは江戸時代の彫刻師波の伊八こと武志伊八の作品で、欅の一枚板に彫られたものである。

## 文化財
- 飯縄寺本堂（千葉県指定有形文化財 平成7年3月14日指定）[3]
- 木造マリア観音坐像（いすみ市指定有形文化財）[4]
- 飯縄寺仁王門（いすみ市指定有形文化財）[4]
- 飯縄寺の鐘楼（いすみ市指定有形文化財）[4]
- 飯縄寺の水屋（いすみ市指定有形文化財）[4]

## 交通アクセス
- 太東駅より徒歩40分。